# 20. februar
20. februar je 51. dan leta v gregorijanskem koledarju. Ostaja še 314 dni (315 v prestopnih letih).

## Dogodki
- 1838 – Samuel Morse predstavi telegraf
- 1909 – Filippo Tommaso Marinetti v Le Figaroju objavi Manifest o futurizmu
- 1942 – japonska vojska se izkrca na Timorju
- 1943 – sredi koruznega polja je začel nastajati mehiški vulkan Paricutín
- 1944 – norveško odporniško gibanje potopi trajekt s tovorom težke vode iz Vemorka
- 1954 – v Buenos Airesu ustanovljena Slovenska kulturna akcija
- 1962 – John Glenn kot prvi Američan obkroži Zemljo
- 1972 – Richard Nixon obišče Kitajsko
- 1975 – Margaret Thatcher postane predsednica britanske konservativne stranke
- 1988 – skupščina avtonomne pokrajine Gorski Karabah izglasuje odcepitev od Azerbajdžana
- 1994 – Švica na referendumu odloči, da bo v 10 letih ves tranzitni tovorni promet preusmerila na železnico

## Rojstva
- 1358 – Eleanora Aragonska, kastiljska kraljica († 1382)
- 1469 – Tommaso de Vio, bolje znan kot kardinal Kajetan, italijanski teolog in filozof, Kopernikov oponent († 1534)
- 1634 – Janez Krstnik Mayr, slovenski tiskar († 1708)
- 1751 – Johann Heinrich Voß, nemški pesnik († 1826)
- 1791 – Carl Czerny, avstrijski pianist, skladatelj († 1857)
- 1808 – Honoré-Victorin Daumier, francoski slikar, kipar (možen datum rojstva je tudi 26. februar) († 1879)
- 1844 – Ludwig Edward Boltzmann, avstrijski fizik, filozof († 1906)
- 1844 – Joshua Slocum, kanadski pomorščak, pustolovec († 1909 ali 1910)
- 1858 – Viktor Parma, slovenski pravnik, skladatelj, dirigent († 1924)
- 1867 – Dionisio Anzilotti, italijanski pravnik († 1950)
- 1882 – Nicolai Hartmann, nemški filozof († 1950)
- 1886 – Béla Kun, madžarski revolucionar († 1939)
- 1888 – Jože Pahor, slovenski pisatelj († 1964)
- 1894 – Curt Paul Richter, ameriški biolog († 1988)
- 1901 – Mohamed Nagib, egiptovski častnik, državnik († 1984)
- 1925 – Robert Altman, ameriški filmski režiser († 2006)
- 1927
  - Roy Marcus Cohn, ameriški odvetnik, protikomunistični preiskovalec († 1986)
  - Sidney Poitier, ameriški igralec († 2022)
- 1967 – Kurt Cobain, ameriški grunge glasbenik († 1994)
- 1984 – Ana Srebrnič, slovenska šahistka
- 1997 – Sturla Holm Lægreid, norveški biatlonec
- 2003 – Olivia Rodrigo, ameriška pevka
- 2014 – Princesa Leonora, vojvodinja Gotlandska

## Smrti
- 1054 – Jaroslav Modri, kijevski knez (* 978)
- 1171 – Konan IV., bretonski vojvoda (* 1138)
- 1194 – Tankred iz Lecce, sicilski kralj
- 1243 – Romano Bonaventura, italijanski kardinal-škof
- 1258 – Al-Mustasim, zadnji abasidski kalif (* 1213)
- 1301 – Asukai Gayū, japonski plemič, pesnik (* 1241)
- 1431 – papež Martin V. (* 1368)
- 1408 – Henry Percy, angleški plemič, 1. grof Northumberland, kralj Mana, upornik (* 1341)
- 1429 – Giovanni di Bicci de' Medici, florentinski trgovec in bankir (* 1360)
- 1762 – Tobias Mayer, nemški astronom, matematik, kartograf, fizik (* 1723)
- 1790 – Jožef II. Habsburško-Lotarinški, avstrijski cesar (* 1741)
- 1803 – Marie-Françoise Marchand - Mademoiselle Dumesnil, francoska gledališka igralka (* 1713)
- 1855 – Joseph Hume, škotski politik (* 1777)
- 1907 – Henri Moissan, francoski kemik, nobelovec 1906 (* 1852)
- 1908 – Simo Matavulj, srbski pisatelj (* 1852)
- 1920 – Robert Edwin Peary, ameriški polarni raziskovalec (* 1856)
- 1936 – Georges Vacher de Lapouge, francoski rasistični antropolog (* 1854)
- 1953 – Francesco Saverio Nitti, italijanski ekonomist, politik, predsednik vlade (* 1868)
- 1961 – Percy Grainger, avstralski pianist, saksofonist, skladatelj (* 1882)
- 1993 – Ferruccio Lamborghini, italijanski izdelovalcev avtomobilov (* 1916)

## Goduje
- sveti Sadot in tovariši
- sveti Evherij